# アレマー玉井
アレマー玉井（アレマーたまい、1962年 - ）は、富山県を中心に活動をしているマジシャン。本名は玉井 博文（たまい ひろふみ）。

## 経緯
- 富山県高岡市出身で高岡市立定塚小学校、高岡市立高陵中学校、高岡向陵高等学校卒業。
- 以前、有名マジシャンナポレオンズの弟子だったが、現在は独立して富山県内のイベント等で活躍している。

## 主なマジック
- 手乗りハトのマジック。
- バルーンで様々な動物や昆虫など（例:ネコ、トンボ、キリン、ニワトリ）を作り、小さい子供に人気である。
- ショーの最後にバルーンを飲み込むマジックをする。本人の話によると、このマジックで多くのマジシャンが死んだといわれている。

## エピソード
- ショーの始まりと終わりにはショー用のBGMが流れる。
- 近くの観客にマジックの参加を依頼してくることがある。
- 興奮すると裏声を良く出す。歌い始めること（結婚行進曲など）もしばしばある。
- 2008年9月20日の5時間耐久ラジオのグランドプラザからの生中継で鼻息で風船を膨らますというギネス記録に挑戦し、その結果266個とギネス記録を上回った。
- 富山県高岡市で開催され、玉井が優勝したマジックコンテストの審査員だったナポレオンズに弟子入りを志願したが、東京に出てきて苦労するのは時代遅れとの考えから「地元でプロ活動した方が良い」と進められ、その時にアレマー玉井と命名される。[1]
- 毛利未央は元アシスタント。

## 出演番組
- 高原兄の5時間耐久ラジオ 長て長てこたえられんが　毎週土曜10:00～15:00（KNBラジオ）